# Pseudocerastes
Rắn lục có sừng đuôi nhện Ba Tư hay rắn viper Ba Tư (Danh pháp khoa học: Pseudocerastes) là một chi gồm các loài rắn được xếp trong họ rắn lục phân bố từ Trung Đông và châu Á. Ban đầu người ta xếp đây là một chi đơn loài, trong chi này chỉ có một loài loài rắn có tên là Pseudocerastes urarachnoides. Sau đó có nhiều quan điểm khác cho rằng chi rắn này có thể có nhiều loài, từ 03 loài trở lên.

## Mô tả
Những loài rắn độc đuôi nhện này có nguồn gốc từ vùng sa mạc phía Tây của Iran và rất hiếm. Chúng hay dùng đuôi để thu hút con mồi, khi làm việc đó, nó hoàn toàn yên lặng, chỉ có chiếc đuôi là động đậy làm việc. Khi con mồi tò mò đến với khoảng cách đủ gần, lúc đó loài rắn này sẽ kết liễu số phận của con mồi xấu số. Và thực sự đáng sợ hơn nữa là bằng cách nào đó, chiếc đuôi nhện của chúng có khả năng bắt chước sự di chuyển y hệt một con nhện. Đây là loài rắn đặc biệt, một loài động vật tồn tại được gọi là rắn độc đuôi nhện. Sở sĩ loài rắn này có tên như vậy bởi vì phần chóp đuôi của nó có hình dáng thực sự rất giống một con nhện.

## Nghiên cứu
Được phát hiện lần đầu tiên năm 1968 ở Iran, loài rắn viper Ba Tư có sừng, đuôi nhện từng dấy lên nghi ngờ về sự tồn tại của một sinh vật lai dị thường. Việc kiểm tra mẫu vật đầu tiên năm 1970 cho thấy phần đuôi giống nhện thực sự là một phần cơ thể của con rắn lạ, không thể xác định đây là một dạng phản ứng với ký sinh trùng, khối u hay kết quả của đột biến gen. Mẫu vật thứ hai mang phần đuôi giả nhện cho thấy, đây là một loài sở hữu đặc điểm dị thường này. Người ta đã thả một con chim non vào chuồng nhốt rắn. Sau nửa tiếng đồng hồ, con chim đã mổ vào phần đuôi giống nhện, rồi bị lôi kéo về phía đầu rắn. Cuối cùng, con chim bị rắn hạ gục và giết chết. Năm 2006, các nhà nghiên cứu đã chính thức công bố bản mô tả về loài rắn viper Ba Tư có sừng, đuôi nhện.